# Der rasende Teufel
Der rasende Teufel (Originaltitel: The Fast and the Furious) ist ein Kriminalfilm-Drama, das nach einer Story von Roger Corman und dem Drehbuch von Jean Howell und Jerome Odlum 1954 entstand. Hauptdarsteller des B-Films sind John Ireland (der auch als Ko-Regisseur fungierte) und Dorothy Malone. Es war der erste Film für die Produktionsfirma „American Releasing Corporation“, aus der bald American International Pictures hervorging, und der zweite von Corman produzierte Film.

## Handlung
Frank Webster sitzt unschuldig wegen Mordes hinter Gittern; ihm gelingt ein Ausbruch. Als er, auf der Flucht und per Radiodurchsagen gesucht, in einer Kaffeebar von einem Einheimischen verdächtigt wird, nimmt er die junge Connie als Geisel und setzt seine Flucht in deren Jaguar fort. Connie erweist sich als unbequem, versucht mehrere Male zu fliehen und zwingt Frank, sie rauer zu behandeln als er es wollte, wodurch sich aber auch eine Liebesbeziehung zwischen den beiden anbahnt. Weiterhin geschickt den Nachstellungen der Polizei entgehend, geraten die beiden in ein sportliches Querfeldein-Autorennen, das Frank zum Grenzwechsel hinüber nach Mexiko nutzen möchte.
Faber, einer von Connies Freunden, stellt derweil Nachforschungen über den Fremden an, der ihren Wagen steuert. Während des Rennens gibt Frank seinen Mexiko-Plan auf, als Faber verunglückt und er ihm stattdessen hilft. Connie hat mittlerweile die Polizei über den Fluchtplan informiert, weil sie hofft, dass sich Franks Unschuld bei einer Vernehmung herausstellen wird und er somit bei ihr und in Freiheit bleiben kann. Am Ende des Rennens beschließt Frank selbst, sich der Polizei zu stellen, um eine Zukunft mit Connie zumindest möglich erscheinen zu lassen.

## Produktionsnotizen
Der Film basiert auf einer Originalstory von Roger Corman, der kurz zuvor mit Monster from the Ocean Floor sein Produktionsdebüt gefeiert hatte. Die Produktionsgesellschaft nannte er „Palo Alto Productions“. Er selbst finanzierte den Film mit den 60.000 $, die er von Robert Lippert für den Verkauf von Monster erhalten hatte.
Laut Corman trat John Ireland im Film nur unter der Bedingung auf, ihn auch inszenieren zu dürfen. „Er legte eine überzeugende Arbeit vor, für die er neun Tage Drehzeit und ein Budget von $50,000 zur Verfügung hatte“, sagte Corman später. Corman erzählte auch, dass Dorothy Malone damals ohne Agent war und für ganz kleines Geld die Rolle der Connie übernahm.
Der Film wurde im April 1954 unter dem Arbeitstitel „Crashout“ gedreht. Corman selbst drehte einige Second-Unit-Szenen des Autorennens (eines seiner Interessensgebiete), was er aber nicht als Beteiligung an der Regie wertete.
Die Rennszenen wurden auf dem Monterey Race Track gedreht, die meisten anderen Außenaufnahmen entstanden in der Gegend von Malibu und Point Dume State Beach. Corman selbst fuhr einen der Jaguar XK120-Rennwagen. Nach den kurzen Inszenierungserfahrungen bei diesem Film beschloss Corman, künftig selbst Regie zu führen.

## Verleih
Corman konnte die von Sam Arkoff und James H. Nicholson gegründete „American Releasing Corporation“ als Verleihfirma gewinnen. Er vereinbarte, nicht erst nach Auswertung des Filmes sein Geld zu bekommen, sondern als Vorschuss, um so den jeweils nächsten Film gleich im Anschluss produzieren zu können. Es war der erste Film der neuen Gesellschaft; Cormans Produktionsfirma Palo Alto wagte sich als Nächstes an Five Guns West, zu dem die Aufnahmen im November 1954 begannen. Aus der ARC entstand später die bekanntere American International Pictures.

## Rezeption

### Kritiken
Die Kritiker waren wenig begeistert. So titelte die Variety: „Hochpreisige Sportwagenbomben liefern den Großteil des Geschehens“ und urteilte „Die Rennaufnahmen sind interessant, aber bald ermüdend und helfen, die Laufzeit des Films auf unnötige 73 Minuten zu strecken – eine ungünstige Länge für die gewählten Aufführungszeiten.“ Kritiker Leonard Maltin tat den Film als von „uninspirierten romantischen Zwischenspielen und Bullen-auf-der-Jagd-Sequenzen“ geplagtes Werk ab. CEA Film sah einen „bescheidenen B-Film“. In Deutschland wurde ein „(d)ilettantisch gemachter Abenteuerfilm“ gesehen.

### Einspielergebnis
Der Film war erfolgreich und spielte etwa 250.000 $ ein, konnte jedoch aufgrund seiner Vermarktung als „kleinerer“ Film eines Double Features nicht noch mehr Geld erwirtschaften. Alex Gordon erklärte dazu: „Bald wurde deutlich, dass einzelne B-Filme (wie die ersten drei von AIP) sich nicht finanziell lohnten, weil sie als kleinerer der beiden Filme nur einen Festpreis von $25 pro Buchung erhielten. AIP musste also beide Filme des Paketes produzieren, um einen prozentualen Anteil der Einspielergebnisse zu erhalten.“ In der Folge bot AIP immer ein Gesamtpaket an. Laut Corman konnte im August 1955 aber von ihm jeder der zwölf Investoren des Films zurückbezahlt werden.

## Nachwirkung
Der Erfolg des Filmes führte zu einem 3-Filme-Vertrag für Corman. Fast fünfzig Jahre später lizenzierten Produzent Neal H. Moritz und Universal Pictures den Titel für die 2001 gestartete Filmreihe Fast & Furious. Moritz erhielt die Rechte am Namen im Gegenzug zur Erlaubnis für Corman, Stock Footage des neuen Films zu benutzen.
„Der rasende Teufel“ befindet sich in seiner Originalversion mittlerweile im Public Domain.

## Bibliografie
- Samuel Z. Arkoff, Richard Turbo: Flying Through Hollywood By the Seat of My Pants. New York: Birch Lane Press, 1992. ISBN 978-1-5597-2107-3.
- Roger Corman, Jim Jerome: How I Made a Hundred Movies in Hollywood and Never lost a Dime. London: Lars Müller Publishers, 1990. ISBN 978-0-3945-6974-1.
- Alan Frank: The Films of Alan Frank: Shooting My Way Out of Trouble. Bath, UK: Bath Press, 1998. ISBN 978-0-6880-0842-0.
- Leonard Maltin: Leonard Maltin's 2012 Movie Guide. New York: Plume, 2011. ISBN 978-0-4522-9735-7.
- Mark McGee: Faster and Furiouser: The Revised and Fattened Fable of American International Pictures. Jefferson, North Carolina: McFarland & Company, 1996. ISBN 978-0-7864-0137-6.